# Bicske
Bicske (Duits: Witschke) is een plaats (város) en gemeente in het Hongaarse comitaat Fejér. Bicske telt 11 641 inwoners (2007).